# Circoscrizione Bassa Slesia e Opole
La circoscrizione Bassa Slesia e Opole è una circoscrizione elettorale per l'elezione dei membri del Parlamento europeo spettanti alla Polonia.

## Storia
La circoscrizione venne creata dalla legge 23 gennaio 2004, senza assegnarle formalmente un nome, ma solamente un numero.

## Territorio
La circoscrizione comprende, fin dalla sua istituzione, l'intero territorio dei voivodati della Bassa Slesia e di Opole.

## Risultati

### VI legislatura
| Partito                            | Partito                                                    | Risultati 13 giugno 2004 | Risultati 13 giugno 2004 | Risultati 13 giugno 2004 | Seggi | Seggi |
| Partito                            | Partito                                                    | Voti                     | %                        | ±                        | Num   | ±     |
| ---------------------------------- | ---------------------------------------------------------- | ------------------------ | ------------------------ | ------------------------ | ----- | ----- |
|                                    | Piattaforma Civica                                         | 161 564                  | 27,31                    | n.d.                     | 2     | n.d.  |
|                                    | Lega delle Famiglie Polacche                               | 84 112                   | 14,22                    | n.d.                     | 1     | n.d.  |
|                                    | Alleanza della Sinistra Democratica - Unione del Lavoro    | 71 848                   | 12,15                    | n.d.                     | 1     | n.d.  |
|                                    | Autodifesa della Repubblica Polacca                        | 69 720                   | 11,79                    | n.d.                     | 1     | n.d.  |
|                                    | Diritto e Giustizia                                        | 55 577                   | 9,40                     | n.d.                     | 1     | n.d.  |
|                                    | Unione della Libertà                                       | 31 780                   | 5,37                     | n.d.                     | 0     | n.d.  |
|                                    | Socialdemocrazia Polacca                                   | 29 223                   | 4,94                     | n.d.                     | 1     | n.d.  |
|                                    | Unione per la Politica Reale                               | 24 183                   | 4,09                     | n.d.                     | 0     | n.d.  |
|                                    | Partito Popolare Polacco                                   | 16 877                   | 2,85                     | n.d.                     | 0     | n.d.  |
|                                    | Iniziativa per la Polonia                                  | 13 349                   | 2,26                     | n.d.                     | 0     | n.d.  |
|                                    | Partito della Ragione                                      | 7 448                    | 1,26                     | n.d.                     | 0     | n.d.  |
|                                    | Comitato Elettorale Nazionale                              | 7 211                    | 1,22                     | n.d.                     | 0     | n.d.  |
|                                    | Verdi 2004                                                 | 4 837                    | 0,82                     | n.d.                     | 0     | n.d.  |
|                                    | KPEiR-PLD                                                  | 4 276                    | 0,72                     | n.d.                     | 0     | n.d.  |
|                                    | Partito Polacco del Lavoro                                 | 3 349                    | 0,57                     | n.d.                     | 0     | n.d.  |
|                                    | Coalizione Civica Nazionale                                | 2 774                    | 0,47                     | n.d.                     | 0     | n.d.  |
|                                    | Confederazione del Movimento per la Difesa dei Disoccupati | 1 909                    | 0,32                     | n.d.                     | 0     | n.d.  |
|                                    | Rinascita Nazionale Polacca                                | 1 456                    | 0,25                     | n.d.                     | 0     | n.d.  |
|                                    |                                                            |                          |                          |                          |       |       |
| Iscritti                           | Iscritti                                                   | 3 148 563                | 100,00                   |                          |       |       |
| ↳ Votanti (% su iscritti)          | ↳ Votanti (% su iscritti)                                  | 607 421                  | 19,29                    | n.d.                     |       |       |
| ↳ Voti validi (% su votanti)       | ↳ Voti validi (% su votanti)                               | 591 493                  | 97,38                    |                          |       |       |
| ↳ Schede non valide (% su votanti) | ↳ Schede non valide (% su votanti)                         | 15 928                   | 2,62                     |                          |       |       |
| ↳ Astenuti (% su iscritti)         | ↳ Astenuti (% su iscritti)                                 | 2 541 142                | 80,71                    |                          |       |       |

| Eletti | Eletti                      |
| ------ | --------------------------- |
|        | Stanisław Jałowiecki        |
|        | Jacek Protasiewicz          |
|        | Sylwester Chruszcz          |
|        | Lidia Geringer de Oedenberg |
|        | Ryszard Czarnecki           |
|        | Konrad Szymański            |
|        | Józef Pinior                |

### VII legislatura
| Partito                            | Partito                                                 | Risultati 7 giugno 2009 | Risultati 7 giugno 2009 | Risultati 7 giugno 2009 | Seggi | Seggi   |
| Partito                            | Partito                                                 | Voti                    | %                       | ±                       | Num   | ±       |
| ---------------------------------- | ------------------------------------------------------- | ----------------------- | ----------------------- | ----------------------- | ----- | ------- |
|                                    | Piattaforma Civica                                      | 347 617                 | 49,04                   | 21,73                   | 3     | 1       |
|                                    | Diritto e Giustizia                                     | 163 197                 | 23,02                   | 13,62                   | 1     | Stabile |
|                                    | Alleanza della Sinistra Democratica - Unione del Lavoro | 93 172                  | 13,14                   | 0,99                    | 1     | Stabile |
|                                    | Partito Popolare Polacco                                | 41 975                  | 5,92                    | 3,07                    | 0     | Stabile |
|                                    | Intesa per il Futuro - Centro-sinistra                  | 19 387                  | 2,74                    | n.d.                    | 0     | n.d.    |
|                                    | Autodifesa della Repubblica Polacca                     | 11 771                  | 1,66                    | 10,13                   | 0     | 1       |
|                                    | Destra della Repubblica                                 | 8 736                   | 1,23                    | n.d.                    | 0     | n.d.    |
|                                    | Unione per la Politica Reale                            | 8 422                   | 1,19                    | 2,90                    | 0     | Stabile |
|                                    | Libertas Polonia                                        | 8 266                   | 1,17                    | n.d.                    | 0     | n.d.    |
|                                    | Partito Polacco del Lavoro                              | 6 282                   | 0,89                    | 0,32                    | 0     | Stabile |
|                                    |                                                         |                         |                         |                         |       |         |
| Iscritti                           | Iscritti                                                | 3 170 270               | 100,00                  |                         |       |         |
| ↳ Votanti (% su iscritti)          | ↳ Votanti (% su iscritti)                               | 721 854                 | 22,77                   | 3,48                    |       |         |
| ↳ Voti validi (% su votanti)       | ↳ Voti validi (% su votanti)                            | 708 825                 | 98,20                   |                         |       |         |
| ↳ Schede non valide (% su votanti) | ↳ Schede non valide (% su votanti)                      | 13 029                  | 1,80                    |                         |       |         |
| ↳ Astenuti (% su iscritti)         | ↳ Astenuti (% su iscritti)                              | 2 448 416               | 77,23                   |                         |       |         |

| Eletti | Eletti                      |
| ------ | --------------------------- |
|        | Piotr Borys                 |
|        | Danuta Jazłowiecka          |
|        | Jacek Protasiewicz          |
|        | Ryszard Legutko             |
|        | Lidia Geringer de Oedenberg |

### VIII legislatura
| Partito                            | Partito                                                 | Risultati 25 maggio 2014 | Risultati 25 maggio 2014 | Risultati 25 maggio 2014 | Seggi | Seggi   |
| Partito                            | Partito                                                 | Voti                     | %                        | ±                        | Num   | ±       |
| ---------------------------------- | ------------------------------------------------------- | ------------------------ | ------------------------ | ------------------------ | ----- | ------- |
|                                    | Piattaforma Civica                                      | 252 513                  | 38,14                    | 10,90                    | 2     | 1       |
|                                    | Diritto e Giustizia                                     | 179 432                  | 27,10                    | 4,08                     | 2     | 1       |
|                                    | Alleanza della Sinistra Democratica - Unione del Lavoro | 78 557                   | 11,87                    | 1,27                     | 1     | Stabile |
|                                    | Congresso della Nuova Destra                            | 47 615                   | 7,19                     | n.d.                     | 1     | n.d.    |
|                                    | Polonia Solidale                                        | 30 312                   | 4,58                     | n.d.                     | 0     | n.d.    |
|                                    | Partito Popolare Polacco                                | 28 087                   | 4,24                     | 1,68                     | 0     | Stabile |
|                                    | Europa Plus - Twój Ruch                                 | 20 896                   | 3,16                     | n.d.                     | 0     | n.d.    |
|                                    | Polonia Insieme                                         | 16 369                   | 2,47                     | n.d.                     | 0     | n.d.    |
|                                    | Movimento Nazionale                                     | 8 285                    | 1,25                     | n.d.                     | 0     | n.d.    |
|                                    |                                                         |                          |                          |                          |       |         |
| Iscritti                           | Iscritti                                                | 3 147 531                | 100,00                   |                          |       |         |
| ↳ Votanti (% su iscritti)          | ↳ Votanti (% su iscritti)                               | 684 083                  | 21,73                    | 1,04                     |       |         |
| ↳ Voti validi (% su votanti)       | ↳ Voti validi (% su votanti)                            | 662 066                  | 96,78                    |                          |       |         |
| ↳ Schede non valide (% su votanti) | ↳ Schede non valide (% su votanti)                      | 22 017                   | 3,22                     |                          |       |         |
| ↳ Astenuti (% su iscritti)         | ↳ Astenuti (% su iscritti)                              | 2 463 448                | 78,27                    |                          |       |         |

| Eletti | Eletti                      |
| ------ | --------------------------- |
|        | Danuta Jazłowiecka          |
|        | Bogdan Zdrojewski           |
|        | Dawid Jackiewicz            |
|        | Kazimierz Michał Ujazdowski |
|        | Lidia Geringer de Oedenberg |
|        | Robert Iwaszkiewicz         |

### IX legislatura
| Partito                            | Partito                            | Risultati 26 maggio 2019 | Risultati 26 maggio 2019 | Risultati 26 maggio 2019 | Seggi | Seggi   |
| Partito                            | Partito                            | Voti                     | %                        | ±                        | Num   | ±       |
| ---------------------------------- | ---------------------------------- | ------------------------ | ------------------------ | ------------------------ | ----- | ------- |
|                                    | Coalizione Europea                 | 574 397                  | 43,87                    | n.d.                     | 2     | n.d.    |
|                                    | Diritto e Giustizia                | 506 921                  | 38,72                    | 11,62                    | 2     | Stabile |
|                                    | Primavera                          | 88 515                   | 6,76                     | n.d.                     | 0     | n.d.    |
|                                    | Confederazione                     | 65 208                   | 4,98                     | n.d.                     | 0     | n.d.    |
|                                    | Kukiz'15                           | 56 807                   | 4,34                     | n.d.                     | 0     | n.d.    |
|                                    | Lewica Razem                       | 17 437                   | 1,33                     | n.d.                     | 0     | n.d.    |
|                                    |                                    |                          |                          |                          |       |         |
| Iscritti                           | Iscritti                           | 3 051 668                | 100,00                   |                          |       |         |
| ↳ Votanti (% su iscritti)          | ↳ Votanti (% su iscritti)          | 1 319 550                | 43,24                    | 21,51                    |       |         |
| ↳ Voti validi (% su votanti)       | ↳ Voti validi (% su votanti)       | 1 309 285                | 99,22                    |                          |       |         |
| ↳ Schede non valide (% su votanti) | ↳ Schede non valide (% su votanti) | 10 265                   | 0,78                     |                          |       |         |
| ↳ Astenuti (% su iscritti)         | ↳ Astenuti (% su iscritti)         | 1 732 118                | 56,76                    |                          |       |         |

| Eletti | Eletti          |
| ------ | --------------- |
|        | Jarosław Duda   |
|        | Janina Ochojska |
|        | Beata Kempa     |
|        | Anna Zalewska   |

### X legislatura
| Partito                            | Partito                            | Risultati 9 giugno 2024 | Risultati 9 giugno 2024 | Risultati 9 giugno 2024 | Seggi | Seggi   |
| Partito                            | Partito                            | Voti                    | %                       | ±                       | Num   | ±       |
| ---------------------------------- | ---------------------------------- | ----------------------- | ----------------------- | ----------------------- | ----- | ------- |
|                                    | Coalizione Civica                  | 476 479                 | 41,59                   | n.d.                    | 2     | n.d.    |
|                                    | Diritto e Giustizia                | 360 558                 | 31,48                   | 7,24                    | 2     | Stabile |
|                                    | Confederazione                     | 134 122                 | 11,71                   | 6,73                    | 1     | 1       |
|                                    | La Sinistra                        | 101 362                 | 8,85                    | n.d.                    | 1     | n.d.    |
|                                    | Terza Via                          | 56 088                  | 4,90                    | n.d.                    | 0     | n.d.    |
|                                    | Bezpartyjni Samorządowcy           | 13 981                  | 1,22                    | n.d.                    | 0     | n.d.    |
|                                    | PolExit                            | 2 935                   | 0,26                    | n.d.                    | 0     | n.d.    |
|                                    |                                    |                         |                         |                         |       |         |
| Iscritti                           | Iscritti                           | 2 921 817               | 100,00                  |                         |       |         |
| ↳ Votanti (% su iscritti)          | ↳ Votanti (% su iscritti)          | 1 152 494               | 39,44                   | 3,80                    |       |         |
| ↳ Voti validi (% su votanti)       | ↳ Voti validi (% su votanti)       | 1 145 525               | 99,40                   |                         |       |         |
| ↳ Schede non valide (% su votanti) | ↳ Schede non valide (% su votanti) | 6 969                   | 0,60                    |                         |       |         |
| ↳ Astenuti (% su iscritti)         | ↳ Astenuti (% su iscritti)         | 1 769 323               | 60,56                   |                         |       |         |

| Eletti | Eletti            |
| ------ | ----------------- |
|        | Andrzej Buła      |
|        | Bogdan Zdrojewski |
|        | Michał Dworczyk   |
|        | Anna Zalewska     |
|        | Stanisław Tyszka  |
|        | Krzysztof Śmiszek |